# قلعة كانبه

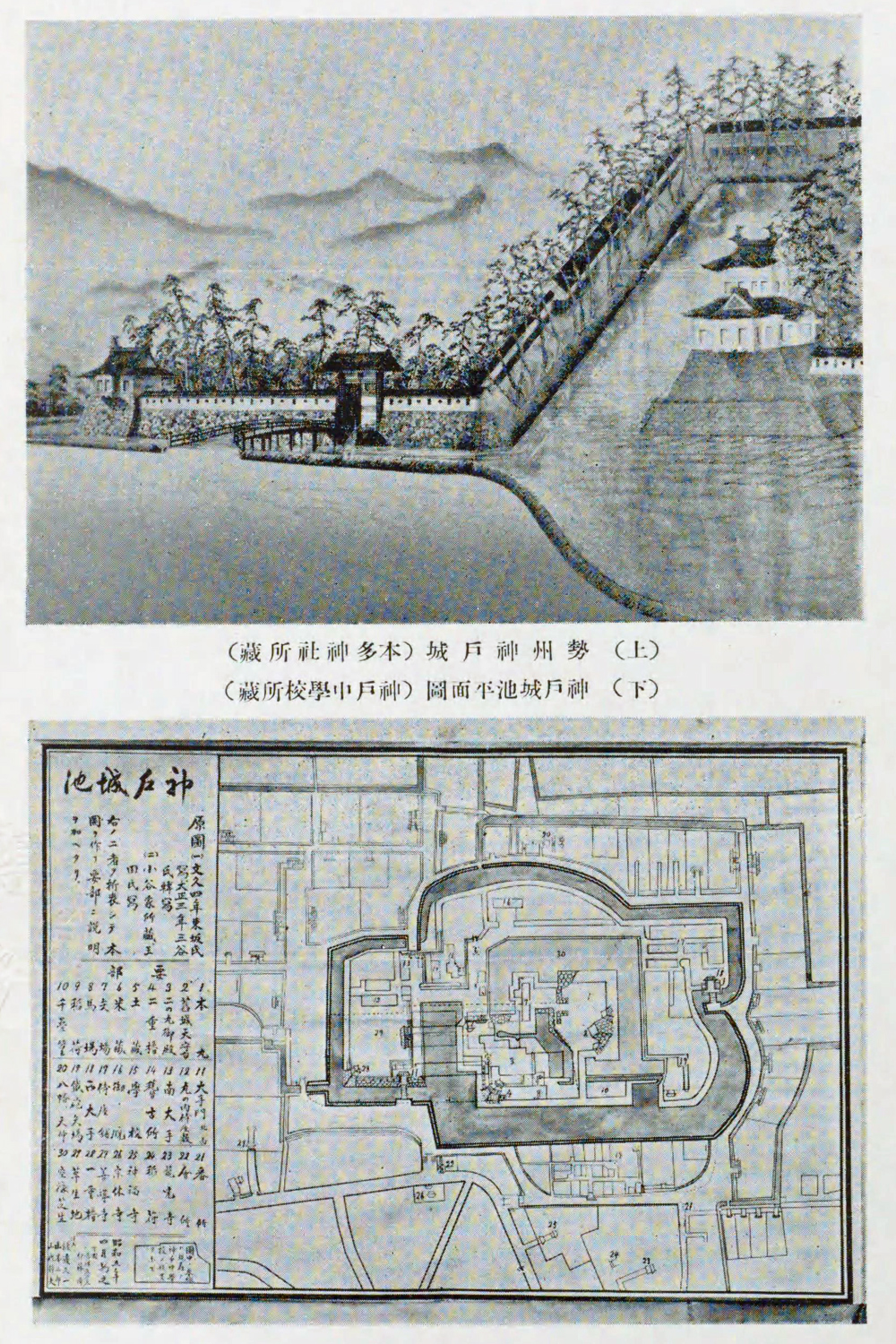
رسومات قلعة كانبه

قلعة كانبيهْ، أو كانبيهْ-جوهْ(神戸城 ) ، هي قلعة يابانية تقليدية تقع في سوزوكا، في الجزء الشمالي من محافظة ميهْ. شيدتها عشيرة هوندا خلال فترة إيدو ، التي استمرت من عام 1603 إلى عام 1868. كانت القلعة بمثابة مقر لفرع من عشيرة هوندا ، الذين كانوا جزءًا من فئة الساموراي. كان الهوندا أمراء إقطاعيين مهمين يُعرفون باسم دايميو ، وكانوا يحكمون مجال كانبي. وفرت القلعة الحماية وكانت بمثابة رمز لقوتهم وسلطتهم. إنه مبنى يعكس تاريخ اليابان والنظام الإقطاعي الذي كان قائماً خلال تلك الفترة.

## تاريخ
قلعة كانبي هي قلعة يابانية تم بناؤها في الفترة بين عامي 1532 و 1555 من قبل كانبي توموموري، وهو أمير حرب محلي في عصر سينغوكو. تم بناء القلعة عن طريق إعادة استخدام العديد من المواد من قلعة قديمة تقع على بعد حوالي 500 متر إلى الجنوب الغربي. عائلة كانبي هي فرع من عائلة كيتاباتاكي وحكمت مقاطعة إيسي لفترة طويلة خلال العصر الموروماتشي. بعد غزو أودا نوبوناغا لمقاطعة إيسي، تم تعيين ابنه الثالث أودا نوبوتاكا كوريث لعائلة كوبي. قام نوبوتاكا بإعادة بناء القلعة وتعزيز دفاعاتها تحت اسم نوبوتاكا كوبي. ومع ذلك، خلال فترة سينغوكو المضطربة، تغيرت ملكية القلعة عدة مرات. بعد معركة سيكيغاهارا وتأسيس حكومة شوغونية توكوغاوا، تم إنشاء منطقة كانبي بقيمة 50,000 كوكو لعائلة هيتوتسوياناجي. تم نقلهم في عام 1636 وتم تدمير القلعة. تم منح المنطقة لفرع فرعي من عائلة إيشيكاوا بقيمة أقل وهي 10,000 كوكو (وفي وقت لاحق 20,000 كوكو) من عام 1651 إلى 1732، وتم بناء جينيا على موقع القلعة القديمة. تلاهم عائلة هوندا التابعة لفرع فرعي من عائلة هوندا (15,000 كوكو)، التي حكمت حتى فترة استعادة ميجي. حصل هوندا تاداموني على إذن لإعادة بناء القلعة في عام 1746، واكتمل البناء في عام 1748.
تصميم القلعة مكون من مجموعة معقدة من الخنادق التي تحيط بالأجزاء الرئيسية والثانوية. في الجزء الرئيسي من القلعة كان هناك مبنى يسمى التينشو، وقد بناه أودا نوبوتاكا. حسب السجلات، كان هذا المبنى معقدًا وكان يتألف من برج رئيسي يتكون من خمسة أو ستة طوابق في الجهة الجنوب الغربية، وبرج أصغر في الجهة الشمال الشرقية، وكان له سقف مزخرف بالذهب. وفي عام 1595، تم تفكيك هذا المبنى واستخدمت مواده لبناء مبنى ثلاثي الطوابق في قلعة كوانا ويسمى ياغورا.
في عام 1875 ، وفقًا للمراسيم الحكومية التي أعقبت ترميم ميجي ، تم هدم معظم هياكل القلعة المتبقية. كل ما تبقى في الموقع هي أجزاء من الجدران الحجرية ، والقاعدة الحجرية للتينشو ، وجزء من خندق السياج الرئيسي. تم تحديد المنطقة كموقع تاريخي لمحافظة مي.  حاليًا ، يحتل Kanbe Park وسط القلعة ، وتم نقل مدرسة Mie Prefecture Kanbe High School إلى موقع Ni-no-maru. تشمل الهياكل الباقية في مواقع أخرى برج Ni-no-maru Drum ، الذي يستخدم الآن كبرج جرس لمعبد رينكا جي في حي هيجاشيتاماغاكي في سوزوكا وبوابة Ōte-mon السابقة للقلعة ، والتي كانت انتقل إلى كنشو-جي في حي نيشينوتشو في يوكايتشي. 
بعد تحديد المنطقة كموقع تاريخي في المحافظة، بدأت الجهود للحفاظ على الموقع وإعادة تأهيله. تم تجديد الجدران الحجرية وإعادة بناء القاعدة الحجرية للتينشو، مما أعطى الزائرين فكرة عن شكل وهيبة القلعة في العصور القديمة.
بالإضافة إلى الأعمال الترميمية، تم تنظيم برامج تعليمية وجولات سياحية للطلاب والزوار لاكتشاف المزيد عن تاريخ القلعة وأهميتها. الآن، يُعتبر موقع القلعة من أهم الوجهات السياحية في المنطقة، حيث يستقبل الآلاف من الزوار سنويًا. 

## الأدب
- Schmorleitz، Morton S. (1974). Castles in Japan. Tokyo: Charles E. Tuttle Co. ص. 144–145. ISBN:0-8048-1102-4.
- Motoo، Hinago (1986). Japanese Castles. Tokyo: Kodansha. ISBN:0-87011-766-1.
- Mitchelhill، Jennifer (2004). Castles of the Samurai: Power and Beauty. Tokyo: Kodansha. ISBN:4-7700-2954-3.
- Turnbull، Stephen (2003). Japanese Castles 1540–1640. Osprey Publishing. ISBN:1-84176-429-9.

## روابط خارجية
- الملف الشخصي Kanbe Castle Jcastle

1. ↑  "神戸城跡" (باليابانية). Mie Prefecture. Archived from the original on 2023-07-04. Retrieved 2020-08-20.
2. ↑  "書院" (باليابانية). Mie Prefecture. Archived from the original on 2023-07-04. Retrieved 2020-08-20.